# Legio II Adiutrix
Legio secunda Adiutrix ou Legio II Adiutrix ("Segunda legião Auxiliar") foi uma legião do exército imperial romano recrutada pelo imperador Vespasiano em 70 e composta principalmente por membros da infantaria da marinha romana da Classis Ravennatis. O último registo da atividade desta legião data do início do século IV, na fronteira do Reno. Os símbolos desta legião eram o capricórnio e o pégaso.

## História
A II Adiutrix foi criada logo no início do reinado de Vespasiano para servir na Revolta dos Batavos (69–70),que ameaçava a estabilidade da Germânia Inferior. Após a derrota dos rebeldes, a legião acompanhou o governador Quinto Petílio Cerial à Britânia para lidar com a insurreição popular liderada por Venúcio. A II Adiutrix permaneceu nesta província nos anos seguintes para lidar com as revoltas das tribos celtas da moderna região de Gales e da Caledônia (Escócia), com aquartelamento em Deva Vitoriosa (moderna Chester).
Em 87, a II Adiutrix foi mobilizada de novo para a Europa continental para participar nas campanhas de Domiciano na Dácia. Durante este conflito, o futuro imperador Adriano serviu como tribuno militar desta legião. Após as campanhas de Trajano na região (101–106), a II Adiutrix foi instalada em Aquinco (moderna Budapeste), onde iria permanecer nos séculos seguintes. Apesar disto, a legião (ou suas vexillationes) participou das seguintes campanhas:
- Campanha parta de Lúcio Vero (161–166)
- Guerra marcomânica de Marco Aurélio (171–173)
- Campanha de Caracala contra os alamanos (213)
- Campanha de Gordiano III contra o Império Sassânida (238)